# Cidra (Cidra)
Cidra es un barrio-pueblo ubicado en el municipio de Cidra en el Estado Libre Asociado de Puerto Rico. En el Censo de 2010 tenía una población de 1064 habitantes y una densidad poblacional de 3.667,97 personas por km².

## Geografía
Cidra se encuentra ubicado en las coordenadas 18°10′33″N 66°9′39″O / 18.17583, -66.16083. Según la Oficina del Censo de los Estados Unidos, Cidra tiene una superficie total de 0.29 km², que corresponden a tierra firme.

## Demografía
Según el censo de 2010, había 1064 personas residiendo en Cidra. La densidad de población era de 3.667,97 hab./km². De los 1064 habitantes, Cidra estaba compuesto por el 82.24% blancos, el 6.58% eran afroamericanos, el 0.75% eran amerindios, el 7.05% eran de otras razas y el 3.38% pertenecían a dos o más razas. Del total de la población el 99.72% eran hispanos o latinos de cualquier raza.